# Cometes flavoviridis
Cometes flavoviridis là một loài bọ cánh cứng trong họ Cerambycidae.